# Horb bei Fürth am Berg
Horb bei Fürth am Berg (amtlich Horb b.Fürth a.Berg) ist ein Stadtteil der oberfränkischen Stadt Neustadt bei Coburg im Landkreis Coburg.

## Lage
Horb liegt etwa fünf Kilometer südöstlich von Neustadt am westlichen Rand des Steinachtals am Fuß des Horb-Fechheimer Sattelpasses zwischen dem Horber und Birkiger Berg. Die Gemarkungsgrenze entspricht im Osten der bayerischen Landesgrenze mit Thüringen und wird bereichsweise durch den Röthenbach gebildet. Die Staatsstraße 2708 von Mitwitz nach Neustadt führt durch den Ort. Gemeindeverbindungsstraßen nach Birkig und Fechheim beginnen in Horb. 

## Geschichte
Horb wurde 1317 erstmals im Urbarium, einer Auflistung von Besitzungen der Henneberger beim Erwerb der Neuen Herrschaft, als „Horwe“ urkundlich erwähnt. Der Ortsname geht wohl auf „horo“ zurück, welches im Althochdeutschen so viel wie „Sumpfboden“ heißt und sich auf die sumpfige Lage in der Steinachniederung bezieht.
1514 gab es in dem Ort zehn Güter, die im Besitz der Äbtissin von Sonnefeld waren. Vor dem Dreißigjährigen Krieg lebten in Horb zehn wehrfähige Männer, im Jahr 1648 waren es noch vier. 1636 bestanden zehn Feuerstätten und von 120 Tagwerk Feld waren nur zwei Tagwerk mit Winterbau bestellt. Eine Mühle gab es 1636 unterhalb des Horb-Fechheimer Sattelpasses. Ein Mühlenneubau an der Steinach ist für 1659 belegt. Diese war durch zunehmende Überschwemmungen bedroht und wurde deshalb vom Müller Johann Georg Walther im Jahr 1698 abgebrochen und durch die Untere Mühle in Heubisch im Jahr 1699 ersetzt.
Horb war seit dem Mittelalter Filialgemeinde von Fechheim. Der Ort gehörte außerdem nachweislich seit 1836 zum Schulverband Fechheim. Im Jahr 1953 folgte auf Antrag bei der Regierung von Oberfranken die Ausgliederung und Eingliederung in den Schulsprengel der Verbandsschule Fürth am Berg. Seit 1971 besuchen die Horber Kinder die Schulen in Neustadt.
Nach dem Tod von Herzog Albrecht im Jahr 1699 kam Horb als Teil des Amtes Sonnefeld im Jahr 1705 zu Sachsen-Hildburghausen. 1826 gelangte das Amt Sonnefeld gemäß dem Teilungsvertrag zu Hildburghausen wieder zu Sachsen-Coburg. In einer Volksbefragung am 30. November 1919 stimmten kein Horber Bürger für den Beitritt des Freistaates Coburg zum thüringischen Staat und 19 dagegen. Somit gehörte ab dem 1. Juli 1920 Horb zum Freistaat Bayern.
Bei der Reichstagswahl vom 5. März 1933 bekam die NSDAP in Horb alle abgegebenen 33 Stimmen.
Im Ersten und Zweiten Weltkrieg verloren jeweils vier Horber Soldaten ihr Leben. Nach dem Zweiten Weltkrieg prägte bis 1989 die Lage an der innerdeutschen Grenze den Ort. 
Zum 1. Juli 1967 ließ sich Horb nach Fürth am Berg eingliedern, das am 1. Januar 1971 in der neu gegründeten Gemeinde Wasung aufging. Am 1. Januar 1976 folgte die Auflösung von Wasung und Horb wurde ein Stadtteil von Neustadt bei Coburg.
Die Trinkwasserversorgung erfolgte früher durch Laufbrunnen. Eine gemeindeeigene Anlage mit Hausanschlüssen gab es ab 1906 die 1958 erneuert wurde. Ab dem 1. Juli 1978 erfolgte die Wasserversorgung durch den Zweckverband Spittelsteiner Gruppe, der 1986 durch die Stadtwerke Neustadt übernommen wurde. Stromlieferanten waren ab 1910 das Überlandwerk der Gumpertschen-Mühle in Mupperg, anfangs mit Gleichstrom und ab 1922 mit Wechselstrom, sowie ab dem Sommer 1936 das Bamberger Überlandwerk Oberfranken. 1997 übernahmen die Stadtwerke Neustadt die Stromversorgung. 1987 hatte Horb 17 Wohngebäude, von denen sieben nach 1949 entstanden waren.

## Einwohnerentwicklung
| Jahr | Einwohnerzahl |
| ---- | ------------- |
| 1900 | 68            |
| 1925 | 60            |
| 1933 | 49            |
| 1939 | 47            |
| 1946 | 100           |
| 1950 | 104           |
| 1961 | 74            |
| 1980 | 63            |
| 1987 | 73            |
| 2013 | 54            |
| 2020 | 62            |